# مسجد شايسته خان
مسجد شايسته خان هو مكان ومعلم معماري وتاريخي، تقع المسجد على ضفاف نهر بوريجانجا في منطقة ميتفورد في دكا القديمة من بنغلاديش، المسجد عبارة عن عمارة بنيت في الفترة المغولية، وقد بني المسجد من قبل الصوبدار المغولي شايسته خان.

## التاريخ
بنى الصوبدار شايسته خان هذا المسجد الصغير على ضفة نهر بوريجانجا، وكان شايسته خان قد حكم البنغال من عام 1664 إلى عام 1688، التاريخ الدقيق لبناء المسجد غير معروف، لكن يفترض أنه بني عندما جاء شايسته خان من دكا في عام 1664، ومن المفترض أيضا أن يكون المسجد قد بني في الفترة بين عام 1663 وعام 1678، وخلال فترة الاحتلال البريطاني كان المسجد قد تضرر بشدة من أثر نار عرضي شب فيه، وقد تم مؤخرا ترميم المسجد ولكنه فقد الكثير من تصميميه الأصلي، وهناك نقش قديم باللغة الفارسية على مدخل المسجد ولا يزال قائما حتى اليوم .

## العمارة
يبلغ طول المسجد 14.13 متروعرضه 7.6 متر، وللمسجد ثلاثة قباب وأربعة ماذن مثمنة الشكل، القبة المركزية هي أكبر من القبتين الاخرتين، للمسجد ثلاثة أبواب في الجانب الشرقي وباب واحد في كل من الجانبين الشمالي والجنوبي، مع وجود أقواس في كل باب .

## الوضع الحالي
في الوقت الحاضر لا تزال قباب المسجد الثلاث بحالة قوية، ولا يزال هيكل المسجد قوي أيضا، وعلى الرغم من سوء المعاملة من قبل السكان المحليين للمسجد الا أنه يحمل علامة هامة من تراث شايسته خان، وقد اختفى تصميم المسجد الأصلي، لم تبقى من أعمال الزينة سوى ما بقي في السطح .